# فرانك ماجي
فرانك ماجي (بالإنجليزية: Frank Magee)‏ هو مونتير أمريكي، ولد في 14 مايو 1889 في ميزوري في الولايات المتحدة، وتوفي في 19 فبراير 1971 في أورانج في الولايات المتحدة.

## وصلات خارجية
- فرانك ماجي على موقع IMDb (الإنجليزية)
- فرانك ماجي على موقع ألو سيني (الفرنسية)
- فرانك ماجي على موقع أول موفي (الإنجليزية)
- فرانك ماجي على موقع قاعدة بيانات الأفلام السويدية (السويدية)
- فرانك ماجي على موقع قاعدة بيانات الفيلم (الإنجليزية)